# GEEKSTILL
株式会社GEEKSTILL(ギークスティル)は、2020年に設立された山梨県甲州市にある蒸留酒、クラフトジンを製造、販売会社。山田錦で醸し純米吟醸酒を蒸留し、日本酒とジンを組み合わせたのが特徴。自社でジンの原料でもあるジュニパーベリー（セイヨウネズの球果）を栽培し、日本初国産原料100％のジン製造を目指している。

## 商品
AMRTAは、蒸留によって品番を変え数多くの商品を製造している。 「AMRTA（アムリタ）」はサンスクリット語で不老不死や万能薬などの意味。
製造初年度から発売されたAMRTA [1-3][2021] が、東京ウイスキー＆スピリッツコンペティション2022年洋酒部門（ジンカテゴリー）において、銀賞を受賞。 